# Steven Théolier
Steven Théolier (7 novembre 1990) è un ex sciatore alpino francese naturalizzato olandese.
È figlio dell'allenatore di sci alpino Jacques.

## Biografia
Slalomista puro, Steven Théolier ha debuttato nel Circo bianco il 6 dicembre 2005 a Les Menuires classificandosi 22º in una gara FIS. Ha esordito in Coppa Europa quattro anni dopo, giungendo 28º a Courchevel il 21 gennaio 2009, e in Coppa del Mondo l'8 dicembre 2012 a Val-d'Isère, non riuscendo a qualificarsi per la seconda manche; il 18 dicembre successivo ha colto a Madonna di Campiglio il suo miglior piazzamento nel circuito (15º).
Il 20 gennaio 2013 ha conquistato la sua unica vittoria, nonché unico podio, in Coppa Europa, precedendo a Kirchberg in Tirol nell'ordine il norvegese Sebastian Foss Solevåg e il britannico Dave Ryding. Il suo debutto iridato è avvenuto in occasione della rassegna di Schladming 2013, dove di è classificato 22º.
Dalla stagione 2016-2017 ha gareggiato per la nazionale olandese; il 24 gennaio 2017 ha preso per l'ultima volta il via in Coppa del Mondo, a Schladming senza completare la gara, e ai successivi Mondiali di Sankt Moritz 2017, sua ultima presenza iridata, non ha completato la prova di qualificazione. Si è ritirato durante la stagione 2017-2018 e la sua ultima gara in carriera è stata uno slalom speciale FIS disputato il 9 febbraio a Notre-Dame-de-Bellecombe, non completato da Théolier.

## Palmarès

### Coppa del Mondo
- Migliori piazzamento in classifica generale: 94º nel 2013

### Coppa Europa
- Migliori piazzamento in classifica generale: 29º nel 2013
- 1 podio:
  - 1 vittoria

#### Coppa Europa - vittorie
| Data            | Località           | Paese   | Specialità |
| --------------- | ------------------ | ------- | ---------- |
| 20 gennaio 2013 | Kirchberg in Tirol | Austria | SL         |

Legenda:

SL = slalom speciale